# Zabivaka

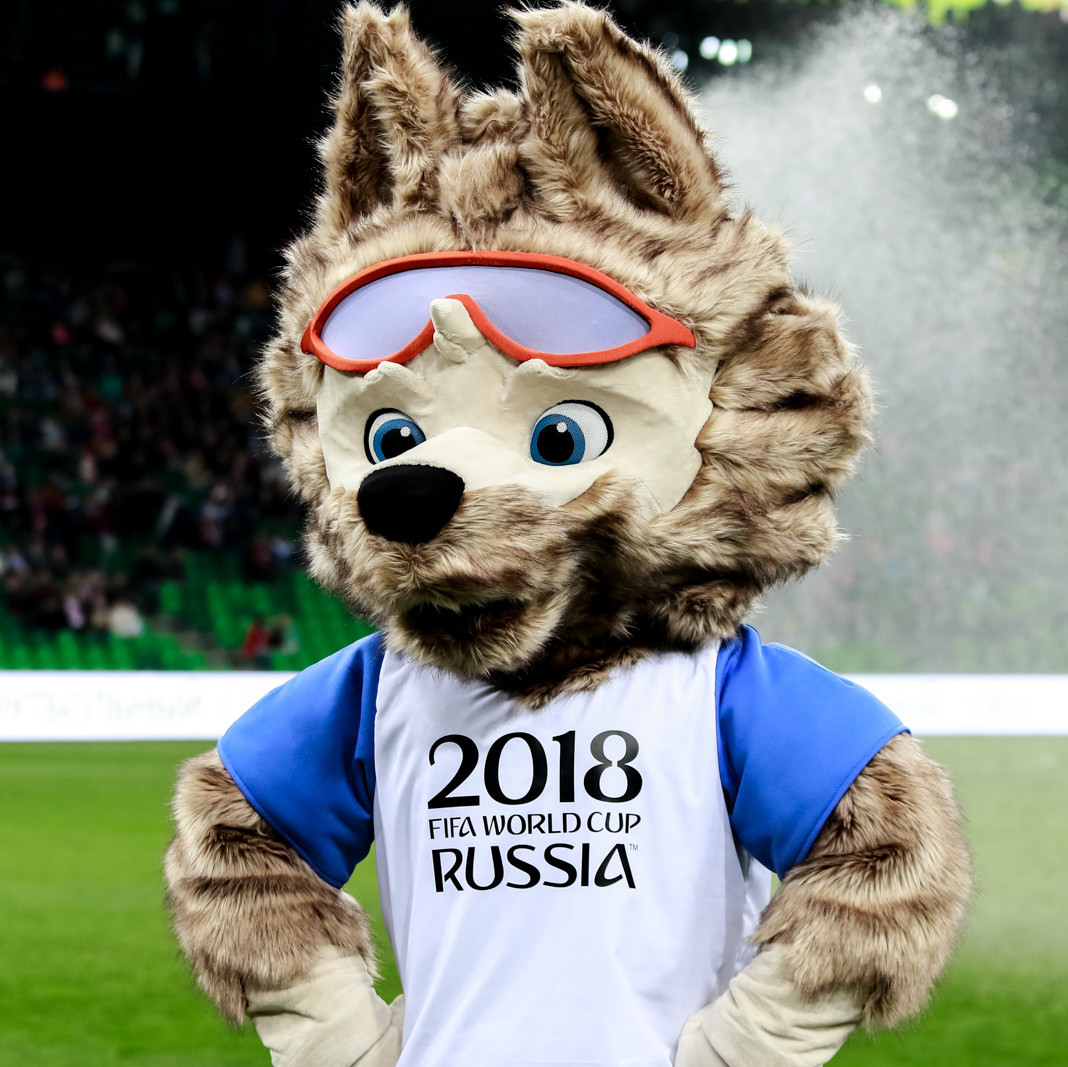
Zabivaka

Zabivaka (in russo: Забива́ка, letteralmente "colui che segna") è stata la mascotte ufficiale del Campionato mondiale di calcio 2018, che si è svolto in Russia. Fu annunciata il 21 ottobre 2016. Rappresenta un lupo antropomorfo con il pelo bianco e marrone, che indossa una t-shirt bianca con la scritta "RUSSIA 2018" e un paio di occhiali sportivi arancioni. Secondo la sua creatrice, la designer Ekaterina Bocharova, gli occhiali indossati da Zabivaka sono sportivi perché "corre talmente veloce che ha bisogno di proteggersi gli occhi". I colori bianco e blu della t-shirt e il rosso dei pantaloncini sono quelli ufficiali della bandiera della Russia.

## Elezione
I risultati delle votazioni furono annunciati il 22 ottobre 2016, durante un late-night show andato in onda su Pervyj kanal. Il lupo ha raccolto il 53% dei voti, seguito dalla Tigre (27%) e dal Gatto (20%). Più di un milione di persone ha partecipato alle votazioni organizzate dalla FIFA nel mese di settembre del 2016.